# Гіпотиреоїдизм
Гіпотиреоїди́зм (лат. hypothyreoidismus), також гіпотирео́з (hypothyreosis) — патологічний стан, клінічний синдром, що виникає у людини при недостатності гормонів щитоподібної залози внаслідок зниження або повного випадіння функції щитоподібної залози, недостатній дозі тироксину при замісній терапії. Цей стан організму протилежний гіпертиреоїдизму. Гіпотиреоїдизм діагностують переважно у жінок 30-60 років, у більшості хворих гіпотиреоз є первинним.

## Класифікація гіпотиреоїдизму
Виділяють форми:
- Вроджений (первинний)
- Набутий (вторинний)

Останній, у свою чергу, поділяють на: первинний, вторинний, третинний і периферійний:
- первинний гіпотиреоїдизм спостерігають при ураженні безпосередньо щитоподібної залози,
- вторинний є наслідком пошкодження гіпофізу,
- третинний, пов'язаний зі змінами на рівні гіпоталамічних центрів,
- периферійний є наслідком блокади циркулівних тиреоїдних гормонів чи резистентності тканин до них.

## Етіологія
Причинами розвитку вродженого гіпотиреоїдизму є:
- аплазія або гіпоплазія щитоподібної залози;
- генетично детерміноване порушення біосинтезу тиреоїдних гормонів.

Первинний гіпотиреоїдизм спостерігається при:
- оперативних втручаннях (тиреоїдектомія);
- рентгентерапії шиї (щитоподібної, паращитоподібних залоз, гортані), лікуванні радіоактивним йодом;
- прийманні лікарських препаратів (зокрема, похідних імідазола, препаратів літія, йодидів, бета-блокаторів, інтерферону, інтерлейкіну-2);
- тиреоїдитах,
- деяких інфекційних ураженнях та інфільтративних захворюваннях щитоподібної залози (туберкульоз, актиномікоз, рідше амілоїдоз, саркоїдоз, склеродермія, цистиноз, гемохроматоз);
- травмах щитоподібної залози, крововиливах, новоутвореннях;
- йододефіцитних станах.

Причинами вторинного і третинного гіпотиреоїдизму є:
- черепно-мозкові травми з ураженням гіпофізу чи гіпоталамусу відповідно;
- пухлини та метастази;
- судинні процеси (крововиливи, тромбоемболії, атеросклероз);
- запальні процеси (аутоімунні та мікробні);
- хімічні інтоксикації, в тому числі й медикаментозні (резерпін, парлодел, апоморфін мають переважний вплив на гіпофіз).

Причини периферійного гіпотиреоїдизму вивчені найменше, але вважають, що:
- це зумовлено нездатністю тканин використовувати тиреоїдні гормони внаслідок сімейної периферійної резистентності до них, яка передається по спадковості за аутосомно-домінантним типом (при цьому відбувається мутація гена, який відповідає за синтез рецептора до тиреоїдних гормонів);
- зниженням периферійного перетворення Т4 в Т3 в печінці та нирках;
- виробленням антитіл до тиреоїдних гормонів.

Інколи причину гіпотиреоїдизму виявити не вдається.
Крім вищеперерахованих форм гіпотиреоїдизму розрізняють також:
- субклінічний (лабораторний) гіпотиреоїдизм;
- клінічний гіпотиреоїдизм, який поділяється на ступені тяжкості: легку, середню і тяжку, які розрізняють за клінічними проявами, ступенем втрати працездатності, величиною основного обміну, дозою тиреоїдних гормонів.

## Клінічні ознаки
Хворі скаржаться на швидку втому, загальну слабкість, набряклість, сухість шкіри, підвищену сонливість, запори, мерзлякуватість, збільшення ваги.
Відбуваються зміни в нервово-психічній сфері: психічна загальмованість, млявість психічних функцій, бідність психічного сприйняття, зниження пам'яті та концентрації, апатія, головний біль, запаморочення, зниження слуху.
При гіпотиреозі може виникати депресія і невроз. Біль за типом радикуліту, парестезії, корчі, важкість ходи. Відзначають подовження тривалості сухожильних рефлексів.
З боку серцево-судинної системи: брадикардія, розширення меж серця, глухість тонів, зниження АТ, систолічний шум на верхівці серця, перикардит. На ЕКГ — зниження вольтажу, подовження інтервалу ST, зниження зубця Т. Зменшення серцевого викиду й швидкості кровотоку, розвиток серцевої недостатності.

Система травлення: диспептичні явища, ахлоргідрія, зниження тонусу й моторної функції кишечника, закрепи, метеоризм.

Ендокринна система: збільшену щитоподібну залозу можна пропальпувати при вторинному гіпотиреоїдизмі.

З боку статевої системи: У жінок — дисменорея, менорагії, аменорея, безпліддя. У чоловіків — імпотенція, розлади сперматогенезу.

### Ускладнення
Найбільш тяжким, нерідко смертельним ускладненням гіпотиреоїдизму є гіпотиреоїдна кома. Вона виникає, як правило, у людей похилого віку, з не діагностованим, або не лікованим гіпотиреоїдизмом. Провокуючими факторами є: переохолодження, інфекції, операції тощо.
Клінічні прояви цього: блідо-жовта, холодна шкіра інколи з геморагічними висипаннями, брадикардія, артеріальна гіпотонія, олігурія, зниження температури тіла до 34-24 °С, полісерозит, виражені порушення в діяльності серцево-судинної системи. У крові: гіпоглікемія, гіпонатріємія, гіперліпідемія, гіперазотемія, збільшення гематокриту.

## Діагностика
При лабораторній діагностиці виявляють
- зниження рівнів Т3 і Т4, підвищення ТТГ,
- гіперліпідемію, гіперхолестеринемію;

Дефіцит тиреоїдних гормонів стимулює виділення тиреоліберину, який, в свою чергу, приводить до синтезу і гіперсекреції пролактину.